# Fiodor Geismar
Fiodor Geismar niem. Friedrich Caspar von Geismar, ros. Фёдор Клементьевич Гейсмар (ur. 12 maja 1783 w Ahlen, Westfalia, zm. 10 maja 1848 w Petersburgu) – generał rosyjski, baron. 
Z pochodzenia Austriak. W armii rosyjskiej od 1805. Uczestniczył w kampaniach napoleońskich w latach 1805–1807 i 1812–1813. W 1821 został dowódcą kirasjerów. Tłumił powstanie dekabrystów w 1825 roku. W wojnie z Turcją w latach 1828–1829 walczył pod Borejszą. 
Podczas powstania listopadowego w 1831 dowodził rosyjską II dywizją strzelców konnych. Od lutego 1831 roku stacjonował ze swoim wojskiem w Seroczynie, gdzie miał stoczyć bitwę z powstańcami, których dowódcą był generał Józef Dwernicki. Do bitwy, którą przegrali Rosjanie, doszło 14 lutego 1831 roku pod Stoczkiem. Następnie został dowódcą straży przedniej korpusu generała Grigorija Rosena i walczył w bitwach pod Iganiami i Wawrem. Uczestniczył w szturmie na Warszawę, gdzie zdobył jedną z redut znaną jako "Reduta Ordona", gdzie został ciężko ranny w wyniku wybuchu magazynu artyleryjskiego. W późniejszych latach, aż do roku 1840, dowodził rosyjskim I korpusem piechoty. Był odznaczony Orderem Świętego Jerzego IV klasy.